# 海登章克申 (亞利桑那州)
海登章克申（英語：Hayden Junction）是位於美國亞利桑那州皮納爾縣的一個非建制地區。該地的面積和人口皆未知。

## 地理
海登章克申的座標為33°00′35″N 110°48′55″W / 33.00972°N 110.81528°W，而該地的平均海拔高度為583米（即1913英尺）。